# لیگ برتر فوتبال انگلستان ۹۴–۱۹۹۳
لیگ برتر انگلستان ۹۴–۱۹۹۳ دومین دوره لیگ برتر فوتبال انگلستان است که با حضور ۲۲ تیم برگزار شده است.
باشگاه فوتبال منچستر یونایتد ۹۲ امتیاز، باشگاه فوتبال بلکبرن با ۸۴ امتیاز و باشگاه فوتبال نیوکاسل یونایتد با ۷۷ امتیاز مقام‌های اول تا سوم را کسب کردند.

## جدول مسابقات
| رتبه | تیم                              | بازی | برد | مساوی | باخت | گل زده | گل خورده | گل تفاضل | امتیاز | صعود یا سقوط                                       |
| ---- | -------------------------------- | ---- | --- | ----- | ---- | ------ | -------- | -------- | ------ | -------------------------------------------------- |
| ۱    | باشگاه فوتبال منچستر یونایتد (C) | ۴۲   | ۲۷  | ۱۱    | ۴    | ۸۰     | ۳۸       | ۴۲+      | ۹۲     | Qualification for the لیگ قهرمانان اروپا ۹۵–۱۹۹۴   |
| ۲    | باشگاه فوتبال بلکبرن روورز       | ۴۲   | ۲۵  | ۹     | ۸    | ۶۳     | ۳۶       | ۲۷+      | ۸۴     | Qualification for the UEFA Cup first round         |
| ۳    | باشگاه فوتبال نیوکاسل یونایتد    | ۴۲   | ۲۳  | ۸     | ۱۱   | ۸۲     | ۴۱       | ۴۱+      | ۷۷     | Qualification for the UEFA Cup first round         |
| ۴    | باشگاه فوتبال آرسنال             | ۴۲   | ۱۸  | ۱۷    | ۷    | ۵۳     | ۲۸       | ۲۵+      | ۷۱     | Qualification for the Cup Winners' Cup first round |
| ۵    | باشگاه فوتبال لیدز یونایتد       | ۴۲   | ۱۸  | ۱۶    | ۸    | ۶۵     | ۳۹       | ۲۶+      | ۷۰     |                                                    |
| ۶    | باشگاه فوتبال ویمبلدون           | ۴۲   | ۱۸  | ۱۱    | ۱۳   | ۵۶     | ۵۳       | ۳+       | ۶۵     |                                                    |
| ۷    | باشگاه فوتبال شفیلد ونزدی        | ۴۲   | ۱۶  | ۱۶    | ۱۰   | ۷۶     | ۵۴       | ۲۲+      | ۶۴     |                                                    |
| ۸    | باشگاه فوتبال لیورپول            | ۴۲   | ۱۷  | ۹     | ۱۶   | ۵۹     | ۵۵       | ۴+       | ۶۰     |                                                    |
| ۹    | باشگاه فوتبال کویینز پارک رنجرز  | ۴۲   | ۱۶  | ۱۲    | ۱۴   | ۶۲     | ۶۱       | ۱+       | ۶۰     |                                                    |
| ۱۰   | باشگاه فوتبال استون ویلا         | ۴۲   | ۱۵  | ۱۲    | ۱۵   | ۴۶     | ۵۰       | ۴−       | ۵۷     | Qualification for the UEFA Cup first round         |
| ۱۱   | باشگاه فوتبال کاونتری سیتی       | ۴۲   | ۱۴  | ۱۴    | ۱۴   | ۴۳     | ۴۵       | ۲−       | ۵۶     |                                                    |
| ۱۲   | باشگاه فوتبال نوریچ سیتی         | ۴۲   | ۱۲  | ۱۷    | ۱۳   | ۶۵     | ۶۱       | ۴+       | ۵۳     |                                                    |
| ۱۳   | باشگاه فوتبال وستهام یونایتد     | ۴۲   | ۱۳  | ۱۳    | ۱۶   | ۴۷     | ۵۸       | ۱۱−      | ۵۲     |                                                    |
| ۱۴   | باشگاه فوتبال چلسی               | ۴۲   | ۱۳  | ۱۲    | ۱۷   | ۴۹     | ۵۳       | ۴−       | ۵۱     | Qualification for the Cup Winners' Cup first round |
| ۱۵   | باشگاه فوتبال تاتنهام هاتسپر     | ۴۲   | ۱۱  | ۱۲    | ۱۹   | ۵۴     | ۵۹       | ۵−       | ۴۵     |                                                    |
| ۱۶   | باشگاه فوتبال منچستر سیتی        | ۴۲   | ۹   | ۱۸    | ۱۵   | ۳۸     | ۴۹       | ۱۱−      | ۴۵     |                                                    |
| ۱۷   | باشگاه فوتبال اورتون             | ۴۲   | ۱۲  | ۸     | ۲۲   | ۴۲     | ۶۳       | ۲۱−      | ۴۴     |                                                    |
| ۱۸   | باشگاه فوتبال ساوت‌همپتون         | ۴۲   | ۱۲  | ۷     | ۲۳   | ۴۹     | ۶۶       | ۱۷−      | ۴۳     |                                                    |
| ۱۹   | باشگاه فوتبال ایپسویچ تاون       | ۴۲   | ۹   | ۱۶    | ۱۷   | ۳۵     | ۵۸       | ۲۳−      | ۴۳     |                                                    |
| ۲۰   | باشگاه فوتبال شفیلد یونایتد (R)  | ۴۲   | ۸   | ۱۸    | ۱۶   | ۴۲     | ۶۰       | ۱۸−      | ۴۲     | Relegation to the Football League First Division   |
| ۲۱   | باشگاه فوتبال اولدهام اتلتیک (R) | ۴۲   | ۹   | ۱۳    | ۲۰   | ۴۲     | ۶۸       | ۲۶−      | ۴۰     | Relegation to the Football League First Division   |
| ۲۲   | باشگاه فوتبال سوئیندون تاون (R)  | ۴۲   | ۵   | ۱۵    | ۲۲   | ۴۷     | ۱۰۰      | ۵۳−      | ۳۰     | Relegation to the Football League First Division   |

1. ↑  Arsenal qualified for the Cup Winners' Cup as the فینال جام در جام اروپا ۱۹۹۴.
2. ↑  Aston Villa qualified for the UEFA Cup as League Cup فینال جام اتحادیه فوتبال انگلستان ۱۹۹۴.
3. ↑  Chelsea qualified for the Cup Winners' Cup as FA Cup فینال جام حذفی فوتبال انگلستان ۱۹۹۴, as winners Manchester United qualified for the Champions League.

## بهترین گلزنان
| رتبه | بازیکن        | باشگاه          | گل |
| ---- | ------------- | --------------- | -- |
| ۱    | اندرو کول     | نیوکاسل یونایتد | ۳۴ |
| ۲    | آلن شیرر      | بلکبرن          | ۳۱ |
| ۳    | متیو لو تیسیه | ساوت‌همپتون      | ۲۵ |
| ۳    | کریس ساتن     | نورویچ سیتی     | ۲۵ |
| ۵    | یان رایت      | آرسنال          | ۲۳ |
| ۶    | پیتر بیردزلی  | نیوکاسل یونایتد | ۲۱ |
| ۷    | مارک برایت    | شفیلد ونزدی     | ۱۹ |
| ۸    | اریک کانتونا  | منچستر یونایتد  | ۱۸ |
| ۹    | دین هولدوورث  | ویمبلدون        | ۱۷ |
| ۹    | رود والاس     | لیدز یونایتد    | 17 |